# Euxestonotus flavipes
Euxestonotus flavipes är en stekelart som beskrevs av Fouts 1925. Euxestonotus flavipes ingår i släktet Euxestonotus och familjen gallmyggesteklar. Inga underarter finns listade i Catalogue of Life.